# Ивакинская (Коношский район)
 Ивакинская — деревня в Коношском районе Архангельской области. Входит в состав Вохтомского сельского поселения.

## География
Находится в юго-западной части Архангельской области на расстоянии приблизительно 14 км на северо-восток по прямой от административного центра района поселка Коноша на левом берегу речки Вохтомица.

## История
В 1873 году здесь было учтено 24 двора, в 1905 — 49. Тогда деревня входила в Каргопольский уезд Олонецкой губернии.

## Население
Численность населения: 166 человек (1873 год), 241 (1905), 0 (русские 100 %) в 2002 году, 24 в 2010.